# Iacobeni (Sibiu)
Iacobeni (in passato Iacăşdorf, in dialetto sassone Giukesdrêf, in ungherese Jakabfalva, in tedesco Jacobsdorf) è un comune della Romania di 2616 abitanti, ubicato nel distretto di Sibiu, nella regione storica della Transilvania.
Il comune è formato dall'unione di 5 villaggi: Iacobeni, Movile (Hundertbücheln), Netuș (Neidhausen), Noiștat (Neustadt), Stejărișu (Probstdorf).